# Roberto Lozano
Roberto Lozano Montero (n. Ódena Barcelona, 4 de junio de 1977) es un ciclista español ya retirado.

## Palmarés
2003
- Circuito de Guecho

2004
- 2 etapas de la Volta a Tarragona

## Equipos
- Kelme-Costa Blanca (2001-2003)